# 걸리버 여행기 (1939년 영화)
걸리버 여행기(Gulliver's Travels)는 미국에서 제작된 데이브 플레이셔 감독의 1939년 애니메이션, 모험, 가족 영화이다. 조너선 스위프트의 동명의 소설을 바탕으로 제작되었다. 샘 파커 등이 주연으로 출연하였다.

## 출연

### 주연
- 샘 파커
- 제시카 드레고네트
- 래니 로스
- 핀토 콜비그
- 칼 하워드
- 잭 머서
- 테드 피어스

## 제작진
- 원작자: 조나단 스위프트